# Ricarda Bauernfeind
Ricarda Bauernfeind (født 1. april 2000) er en tysk professionel landevejscykelrytter, som i øjeblikket kører for UCI Women's WorldTeam Canyon//SRAM zondacrypto.